# Sâu ban miêu
Sâu ban miêu, còn được gọi là nguyên thanh, ban manh, ban mao (Trung Quốc), sâu đậu (Việt Nam) (danh pháp khoa học: Hycleus pustulatus) là một loài bọ cánh cứng trong họ Meloidae. Loài được tìm thấy ở Ấn Độ, Sri Lanka, Trung Quốc và Java.
Các cá thể trưởng thành ăn chủ yếu hoa từ nhiều họ thực vật. Giai đoạn ấu trùng đầu tiên là dạng planidium, là giai đoạn sâu ban miêu săn côn trùng mềm như rệp. Trong khi những ấu trùng thường có lợi cho cây trồng bằng cách ức chế những loài ăn thực vật khác thì những con trưởng thành có thể là một vấn đề khi hiện diện với số lượng lớn. Việc ăn các loài thực có giá trị nông nghiệp cao dẫn đến năng suất thấp hơn và đây có thể là một vấn đề ở một số cây họ đậu. Tuy nnhiên chúng có thể được kiểm soát dễ dàng bằng cách thu thập thủ công. Dù vậy, cần cẩn thận khi thu thập các cá thể trưởng thành vì chúng có thế gây bỏng rát và lở loét.

## Mô tả
Chiều dài cơ thể khoảng 15,4 đến 32,8 mm. Đầu và ngực có các vết lõm sâu và dày vừa phải. Đôi mắt nhô ra khỏi đầu. Xúc giác ở hàm trên bao gồm đoạn đỉnh hình tam giác bị đè mạnh. Ngực có một vùng ở giữa có vết lõm dọc theo đường vân ở giữa. Cánh có độ nhám và sâu vừa phải với các vết lõm sâu. Lông tơ trên cánh khá ngắn, rất dày đặc ở vùng đen nhưng thưa thớt ở các đốm và vạch màu đỏ. Gốc cánh có hai đốm đỏ. Những đốm này có hình chữ nhật tính từ mặt lưng và mặt bên. Bụng có các dấu lấm chấm thô vừa phải, mờ đục. Con đực có rìa cánh khía có thể nhìn thấy được (gọi là emarginate), trong khi con cái có rìa cánh tròn hoàn toàn hoặc có khía ít, khó nhìn thấy.

## Sinh học
Sâu ban miêu là một loài ăn thực vật có biểu hiện đa thực. Con trưởng thành được coi là loài gây hại chính cho đậu triều. Loài này ăn các hoa và quả đang phát triển của nhiều loại cây nông nghiệp như Hibiscus rosa-sinensis, Pavonia zeylanica, Helicteres isora, Cassia occidentalis, Acacia caesia, Cleome viscosa, Zea mays, Mangifera indica, Murraya koenigii và Tridax procumbens. Hoạt động kiếm ăn diễn ra mạnh mẽ vào các tháng 7, 8, 9, 10 với mùa ra hoa của nhiều loài thực vật. Tuy nhiên, loài này cho thấy tần suất kiếm ăn ổn định quanh năm.
Đây là loài có giá trị kinh tế quan trọng do có khả năng sinh tổng hợp chất gây phồng rộp phòng thủ mạnh cantharidin.

## Hình ảnh

Tìm thấy ở Karnataka
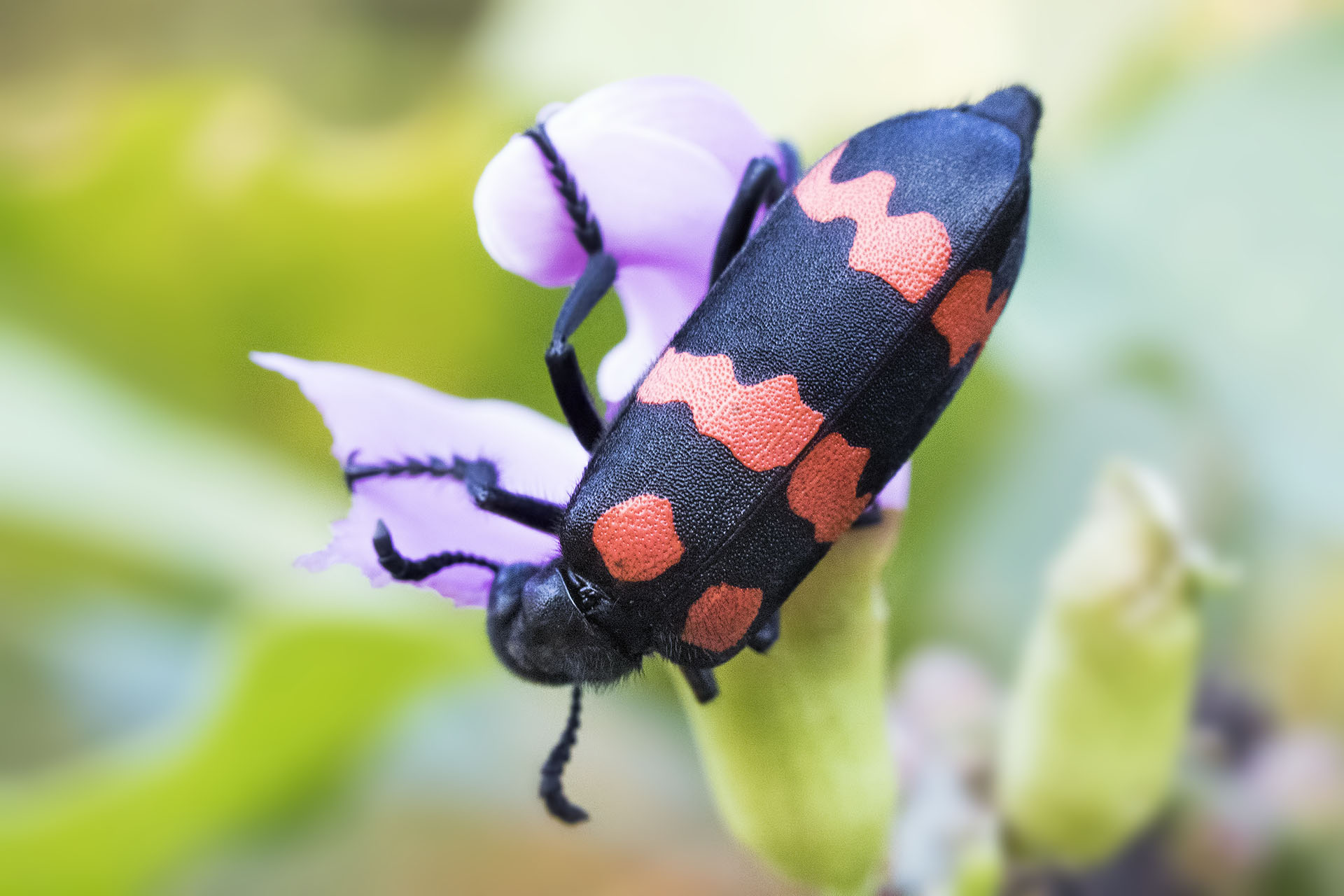
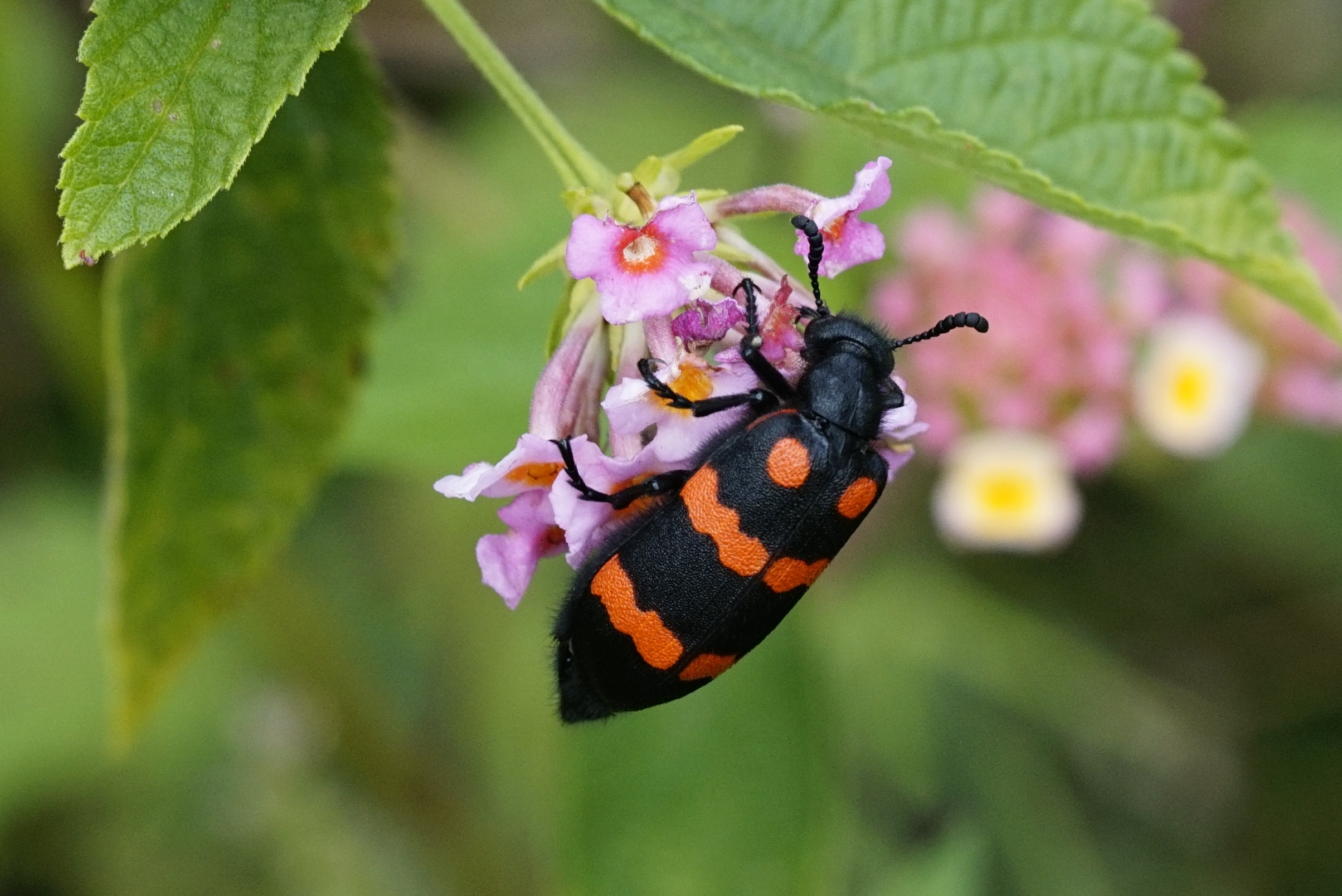
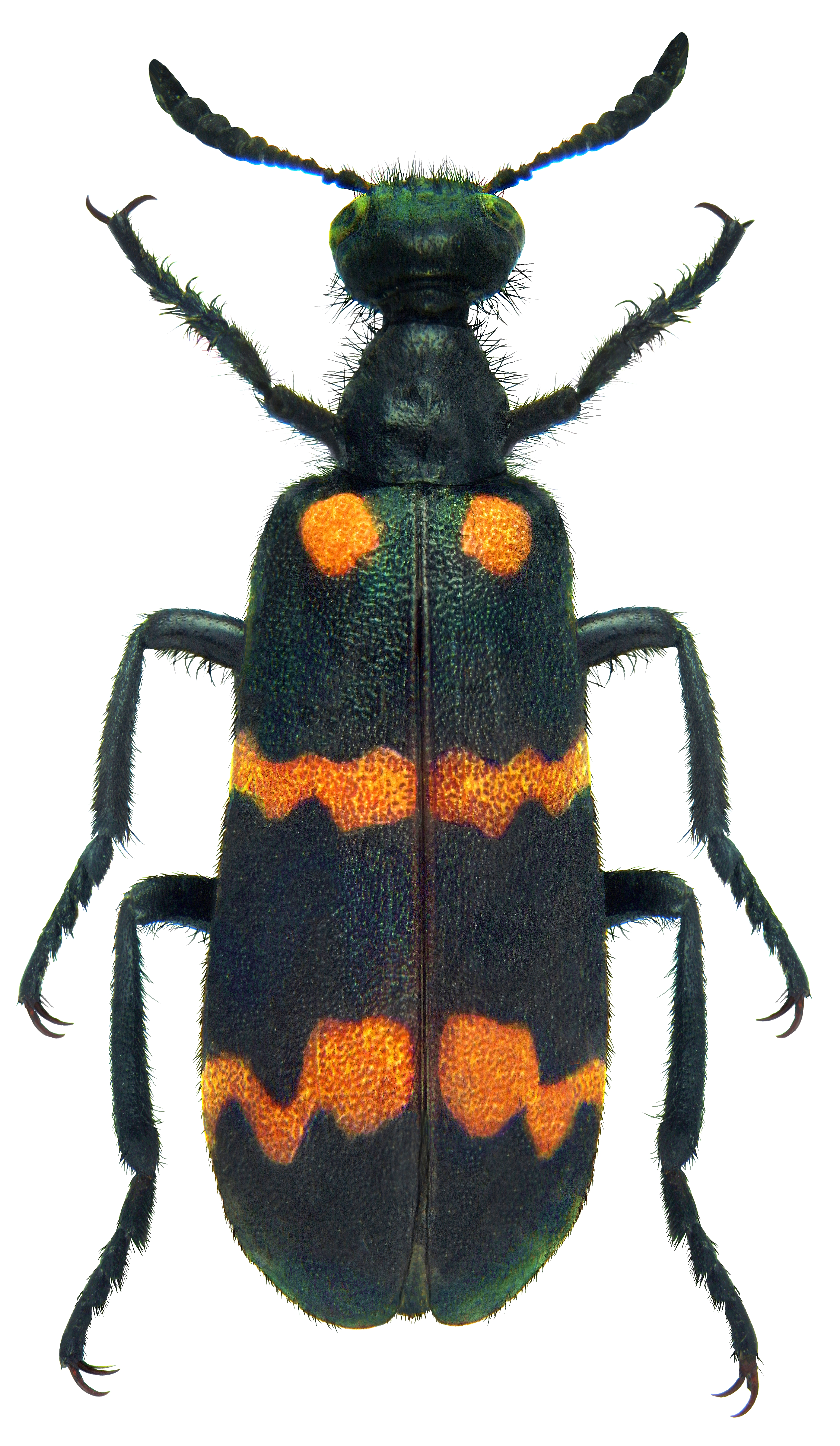
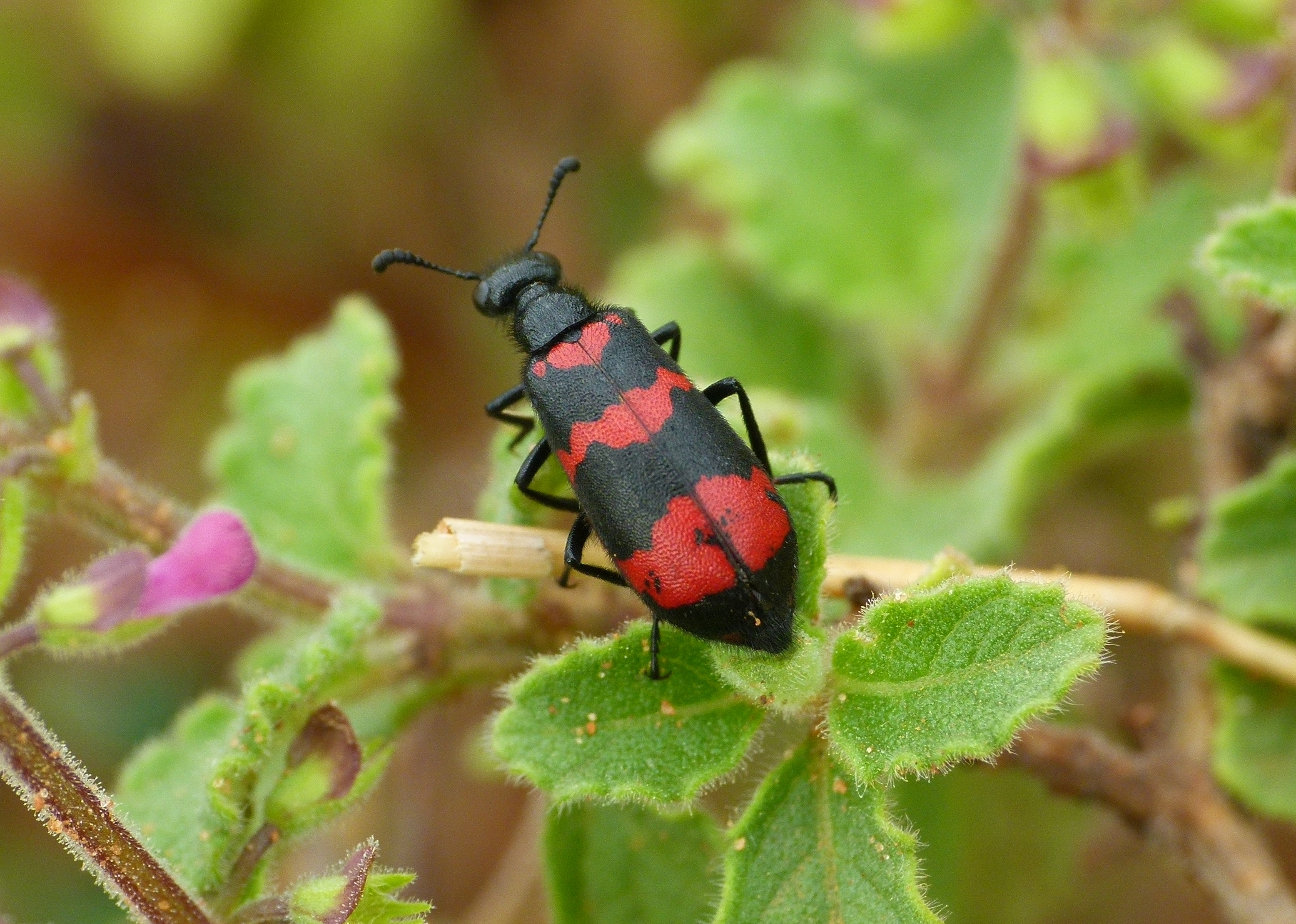
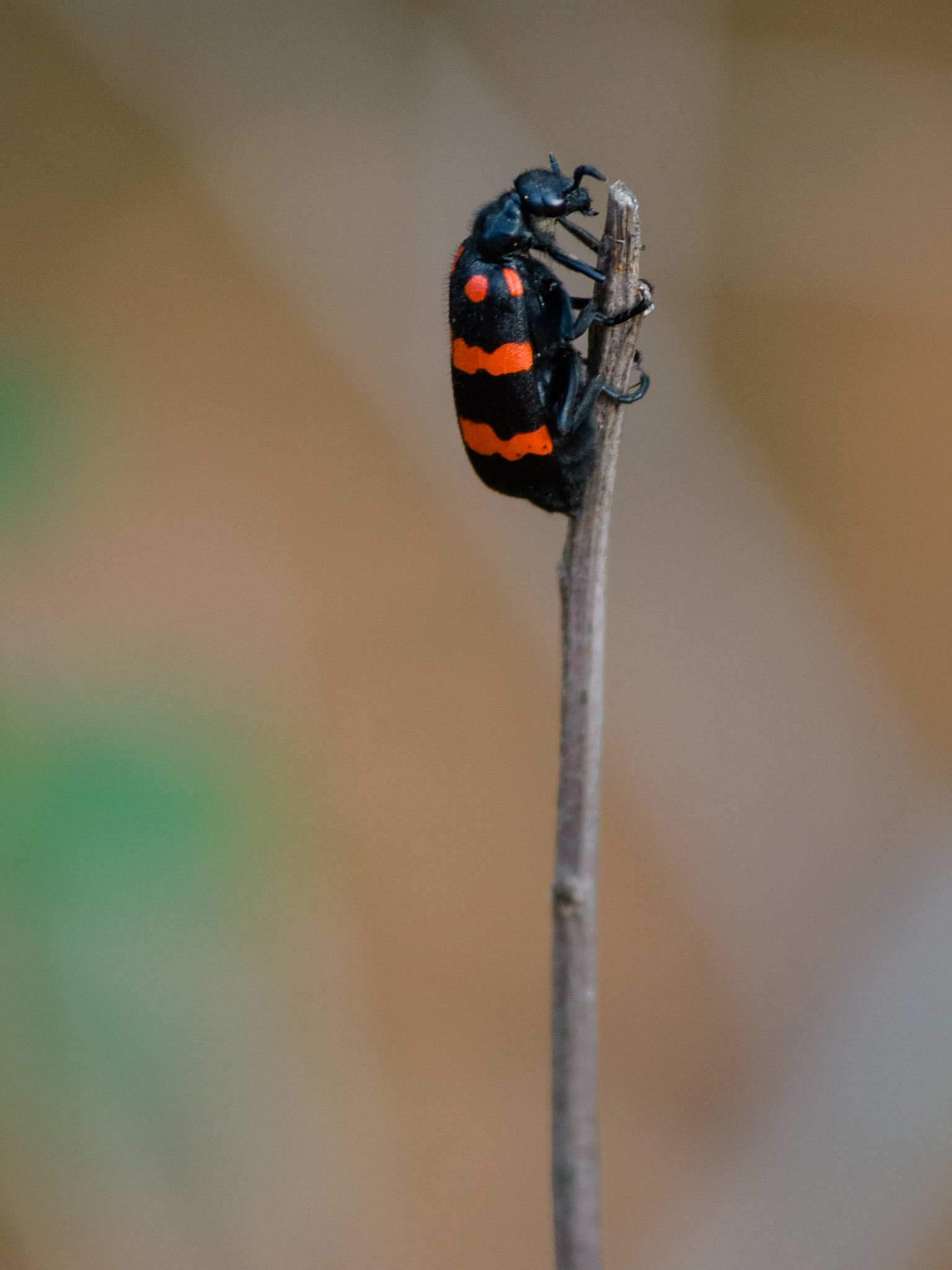
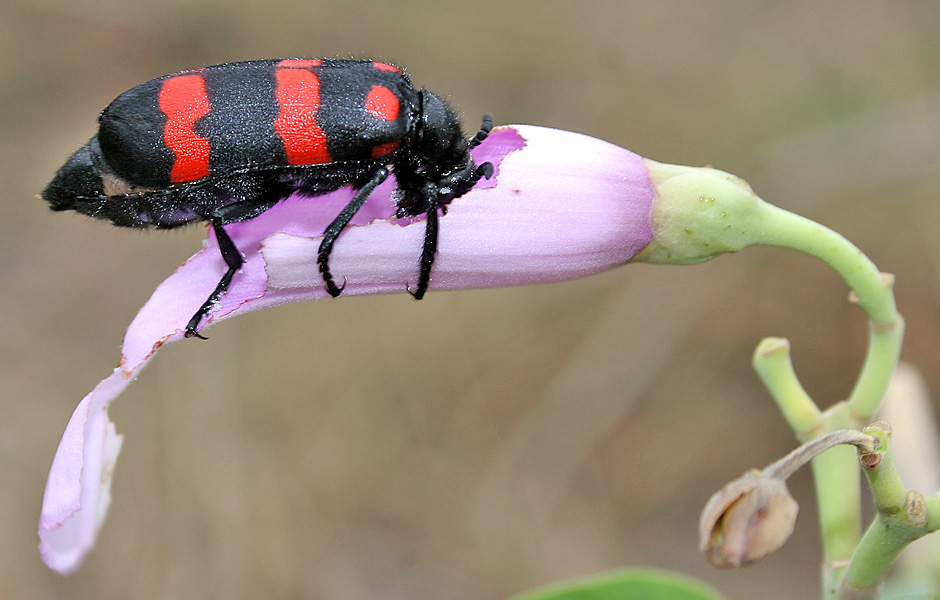
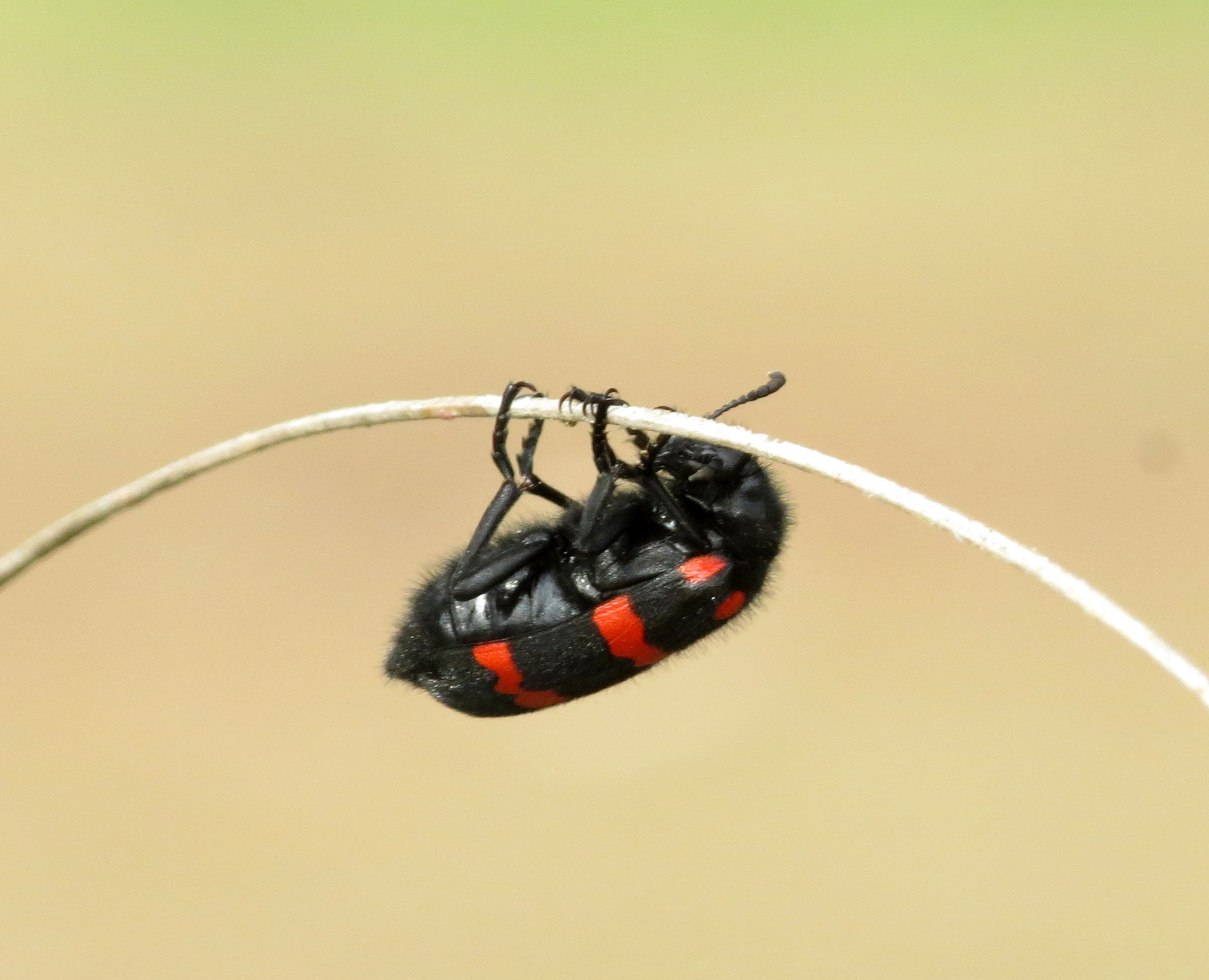
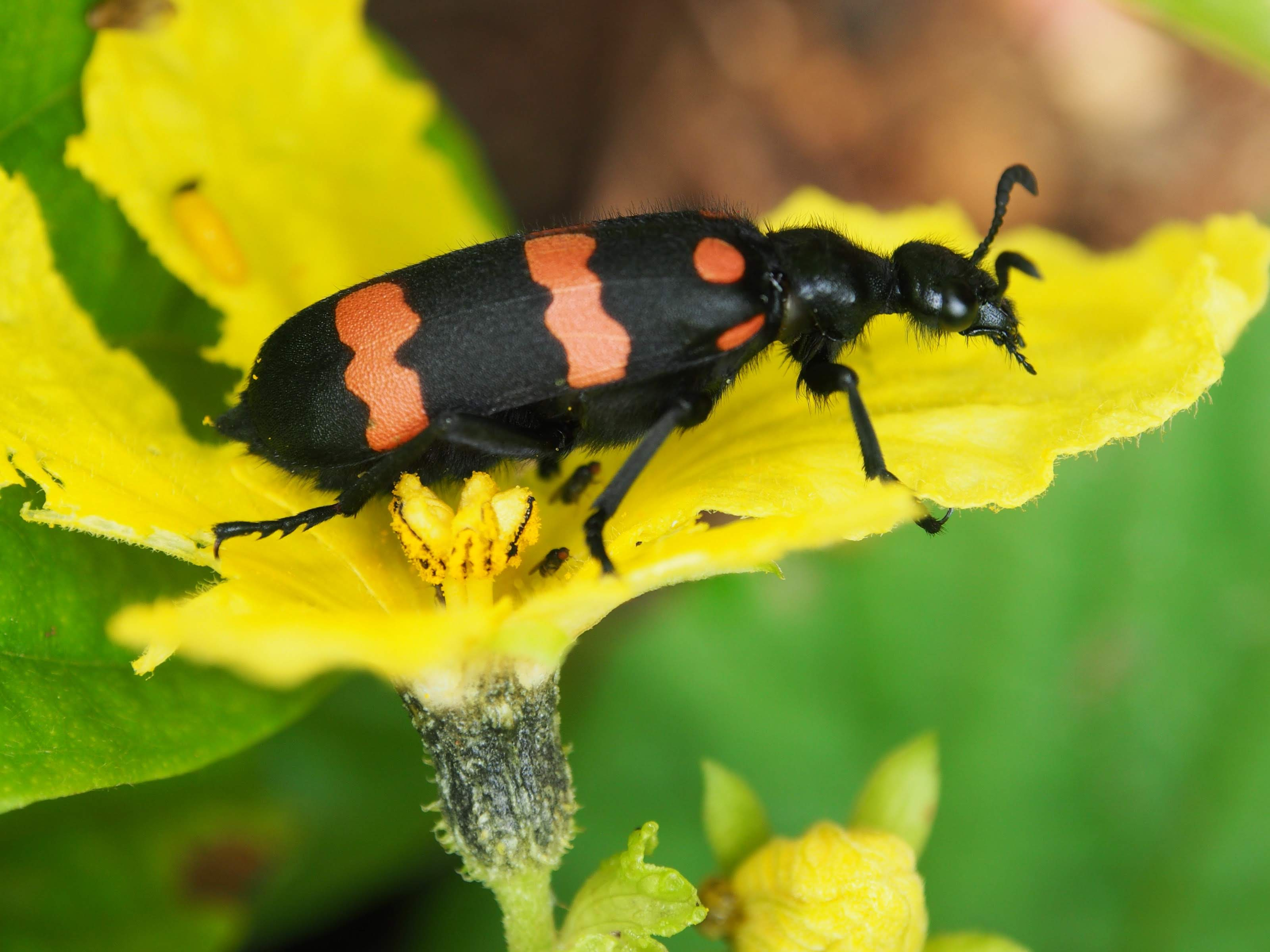